# The Coral (album)
Albums de The Coral
Magic and Medicine
(2003)
The Coral est le premier album de The Coral, sorti le 29 juillet 2002.

## L'album
Le titre Shadows fall se place dans le top 5 britannique dès la première semaine de sa sortie.  L'album mêle littérature, cinéma et art. Ainsi le clip de Goodbye recrée le film The Wicker Man de Robyn Hardy (1973), Simon Diamond s'inspire de l'élégie de Jack Kerouac et la pochette de l'album est un clin d’œil à Disraeli Gears de Cream.
L'album est nommé pour les Mercury Music Prize et fait partie des 1001 albums qu'il faut avoir écoutés dans sa vie.

### Titres
Tous les titres sont de James Skelly, sauf mentions.
1. Spanish Main (1:53)
2. I Remember When (3:38)
3. Shadows Fall (3:29)
4. Dreaming of You (2:21)
5. Simon Diamond (J. Skelly, Nick Power) (2:28)
6. Goodbye (J. Skelly, Power) (4:02)
7. Waiting for the Heartaches (4:03)
8. Skeleton Key (J. Skelly, Power) (3:03)
9. Wildfire (Power) (2:45)
10. Bad Man (J. Skelly, Power) (3:03)
11. Calendars and Clocks (inclus le titre caché Time Travel) (J. Skelly, Power) (11:56)

### Musiciens
- James Skelly : voix, guitare
- Lee Southall : guitare
- Bill Ryder-Jones : guitare, trompette
- Paul Duffy : basse, saxophone
- Nick Power : claviers
- Ian Skelly : batterie

### Classements dans les charts
| Charts (2002)                | classement position |
| ---------------------------- | ------------------- |
| France (SNEP)                | 118                 |
| Irlande (Irish Albums Chart) | 41                  |
| Japon (Oricon)               | 97                  |
| États-Unis (Billboard 200    | 189                 |
| États-Unis (Top Heatseekers) | 13                  |